# Хомяков, Михаил Степанович
Михаил Степанович Хомяков (21 июля 1921 — 2 декабря  2002) — советский инженер, конструктор ракетно-космической техники. Ведущий конструктор первого искусственного спутника Земли, первых космических кораблей «Восток» и автоматических межпланетных станций. Лауреат Ленинской премии (1960).

## Биография
Родился 21 июля 1921 года в деревне Кречетово Архангельской губернии (ныне входит в Ухотское сельское поселение Каргопольского района Архангельской области). Участник Великой Отечественной войны.
В 1952 году окончил Ленинградский военно-механический институт и получил диплом «инженер-механика». В том же году поступил на работу инженером НИИ-88 Министерства вооружения СССР (ныне РКК «Энергия») в городе Калининграде (ныне Королёв) Московской области. С 1954 года работал в ОКБ-1 Государственного комитета по оборонной технике. Принимал участие в работах по созданию баллистических ракет дальнего действия и Межконтинентальных баллистических ракет, в том числе шахтного варианта ракеты Р-9А, участвовал в первых пусках на Государственном центральном полигоне Капустин Яр в Астраханской области.

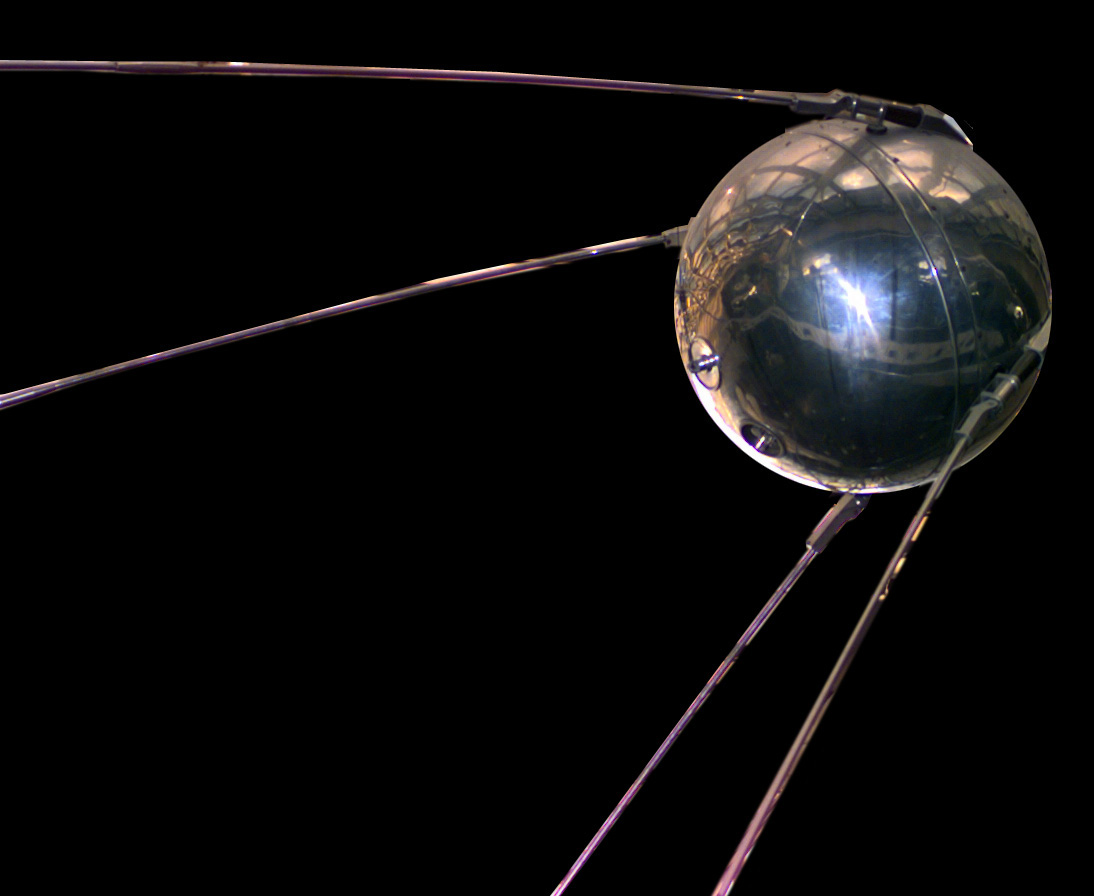
Первый в мире искусственный спутник Земли (1957)

В 1957 году был назначен С. П. Королёвым ведущим конструктором первого в мире искусственного спутника Земли, который был запущен 4 октября 1957 года с площадки № 1 научно-исследовательского испытательного полигона № 5 Тюратам Казахской ССР (космодром Байконур). В ходе подготовки спутника и во время его запуска находился на космодроме.
В 1957 году за создание первого спутника Земли был награждён орденом Ленина. В 1959 году стал кандидатом технических наук, в 1960 году лауреатом Ленинской премии. С 1959 года участвовал в создании первых автоматических межпланетных станций для изучения Луны и космического пространства, с 1960 года принимал участие в создании первых пилотируемых космических кораблей «Восток». За подготовку и запуск космического корабля «Восток-1» с первым космонавтом Земли Ю. А. Гагариным 12 апреля 1961 года, указом Президиума Верховного Совета СССР от 17 июня 1961 года М. С. Хомяков был награждён орденом Трудового Красного Знамени.
С 1967 по 1970 год работал старшим инженером, затем ведущим конструктором — начальником сектора и заместителем начальника Центрального конструкторского бюро экспериментального машиностроения (ныне РРК «Энергия»), участвовал в создании и испытаниях пилотируемых и беспилотных космических кораблей «Союз», транспортных грузовых кораблей «Прогресс», первых долговременных орбитальных станций «Салют». Избирался секретарём парткома ЦКБЭМ. В 1974 году был назначен заместителем генерального конструктора НПО «Энергия». С 1980 по 1987 год работал главным инженером Головного КБ НПО «Энергия», а с 1987 года по 1995 год — научным консультантом.
Михаил Степанович Хомяков умер 2 декабря 2002 года.

## Награды
- Лауреат Ленинской премии (1960).
- орден Ленина (1957),
- орден Октябрьской Революции (1971),
- орден Трудового Красного Знамени (1961, 1976),
- орден Отечественной войны 2-й степени (1985),
- орден «Знак Почета» (1956),
- медали[3].